# Département de Tolhuin
Le département de Tolhuin est une subdivision territoriale de la province de Terre de Feu, Antarctique et Îles de l'Atlantique Sud, à l'extrémité sud de l'Argentine. Son chef-lieu est la ville homonyme de Tolhuin. Il a été créé le 27 octobre 2017 et son territoire dépendait auparavant du département de Río Grande.
Il occupe le secteur central de la partie argentine de la grande île de la Terre de Feu. Ses côtes donnent sur l'océan Atlantique. Au nord du département se trouve le département de Río Grande, au sud se trouve le département d'Ushuaïa et à l'ouest se trouve la frontière avec le Chili.
Le département s'étend depuis la limite avec le département de Río Grande, sur le parallèle 54° 11' 18.769" (au nord) jusqu'à l'extrémité orientale du lac Fagnano (au sud) vers le parallèle 54° 33′ 38″ S ; et, depuis la frontière avec le Chili à l'ouest (méridien 68° 36′ 38″ O) jusqu'à la côte sur la mer d'Argentine (à l'est). Il couvre une superficie totale de 11 243 km2.